# دیزنی‌تون استودیوز
دیزنی‌تون استودیوز (به انگلیسی: DisneyToon Studios؛ یا به‌طور مخفف DTS)، که در اصل دیزنی مووی‌تونز نام داشت و همچنین قبلاً با نام والت دیزنی ویدئو پریمیرز نام داشت، یک استودیوی انیمیشن آمریکایی بود که فیلم‌های بلند انیمیشینی یا فیلم ویدئویی تولید می‌کرد. این استودیو بخشی از استودیوی انیمیشن والت دیزنی بود که هر دو زیرمجموعه ای از استودیو والت دیزنی بودند که خود بخشی از شرکت والت دیزنی است. این استودیو ۴۷ فیلم بلند تولید کرد که با فیلم ماجراهای اردک: چراغ جادو در سال ۱۹۹۰ شروع شد. آخرین فیلم بلند آن تینکربل و افسانه هیولا بود که در سال ۲۰۱۵ پخش شد.